# Chi Cổ bình
Chi Cổ bình (danh pháp: Tadehagi) là một chi thực vật có hoa thuộc họ Fabaceae. Nó thuộc phân họ Faboideae.